# Gensingen
Gensingen est une municipalité de la Verbandsgemeinde Sprendlingen-Gensingen, dans l'arrondissement de Mayence-Bingen, en Rhénanie-Palatinat, dans l'ouest de l'Allemagne.

## Illustrations

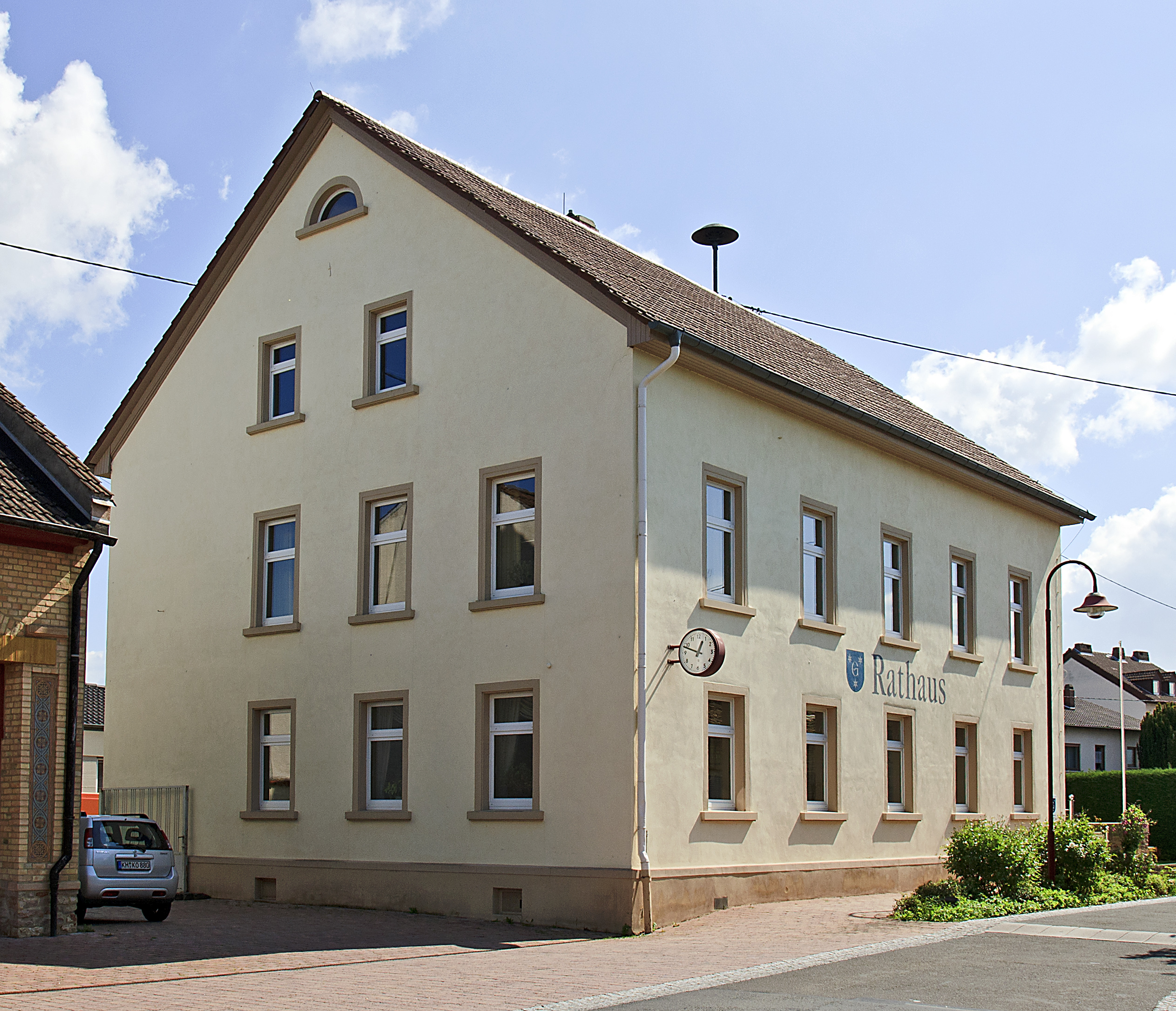
Mairie de Gensingen
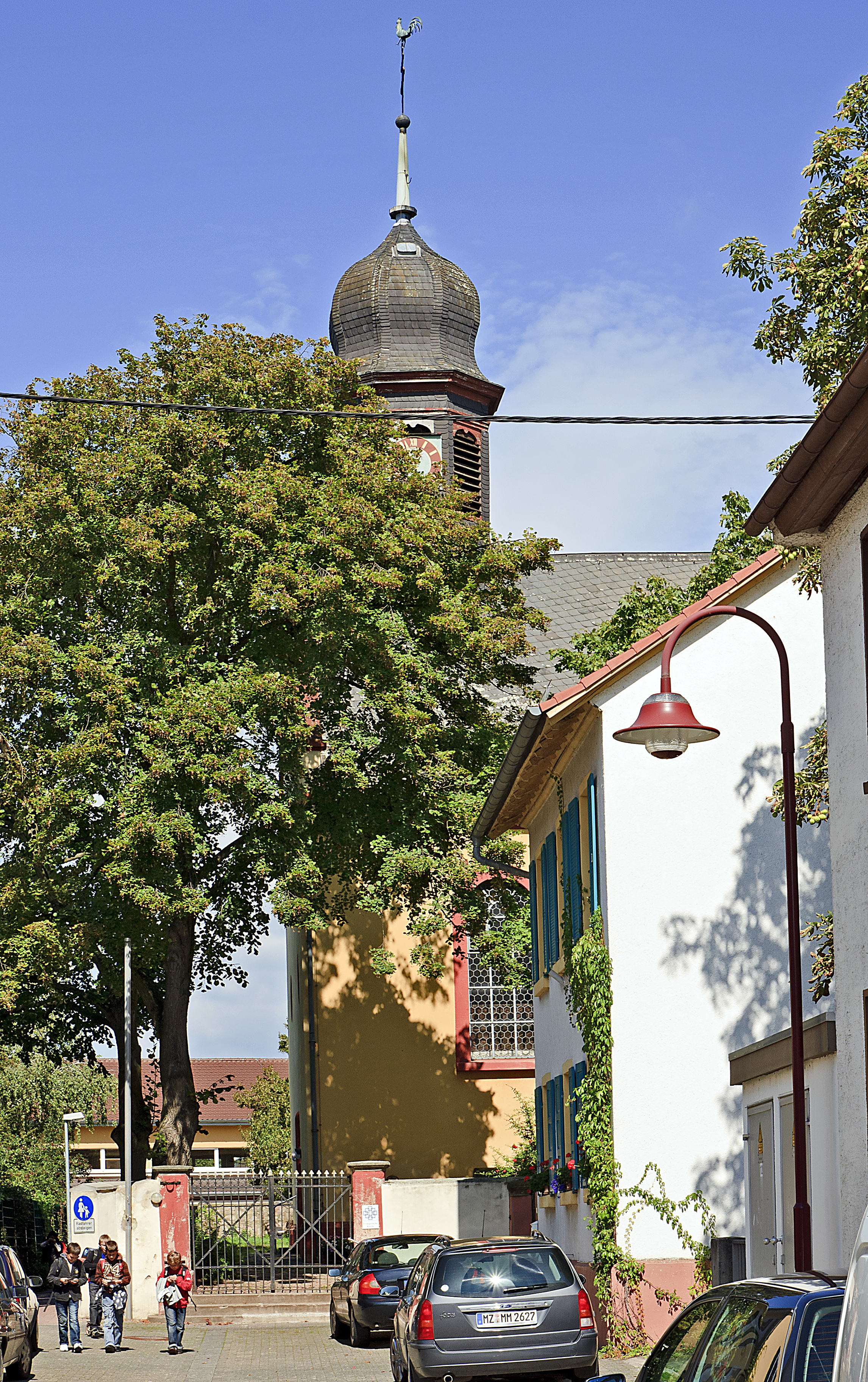
Église évangélique
Localisation de Gensingen dans la Verbandsgemeide et dans l'arrondissement